# Novascuta
Novascuta is een geslacht van kevers uit de familie bladkevers (Chrysomelidae).
De naam van het geslacht werd in 1997, als Ascuta, door Medvedev gepubliceerd maar was een junior homoniem van het spinnengeslacht Ascuta Forster, 1956, en dus niet geldig. Hüseyin Özdikmen publiceerde in 2008 Novascuta als nomen novum (vervangende naam).

## Soorten
- Novascuta paradoxa (Medvedev, 1997)